# Carlo Confalonieri
Carlo Confalonieri (Seveso, 25 de julho de 1893 - Roma, 1 de agosto de 1986) foi um cardeal italiano, deão do colégio dos cardeais.

## Biografia
Nasceu em Seveso em 25 de julho de 1893, filho de Giuseppe e Maria Rusconi, modestos artesãos de Brianza. Uma de suas irmãs era mãe de Carla Fumagalli, que se casou com Enrico Zuppi e por sua vez foi mãe do cardeal Matteo Maria Zuppi.
Aos onze anos ingressou no seminário arquiepiscopal de San Pietro Martire, em Seveso, onde concluiu o ensino médio e depois passou para o seminário de Monza para obter o diploma do ensino médio. Depois estudou em Roma como aluno do Seminário Lombardo da Pontifícia Universidade Gregoriana e, posteriormente, como aluno do Seminário Romano, da Pontifícia Universidade Lateranense. Formou-se em filosofia, teologia e direito canônico.
Em 1914 interrompeu os estudos para ir prestar serviço militar no 8º Regimento de Infantaria; recebeu a ordenação sacerdotal em 18 de março de 1916 pelas mãos do cardeal Andrea Carlo Ferrari.

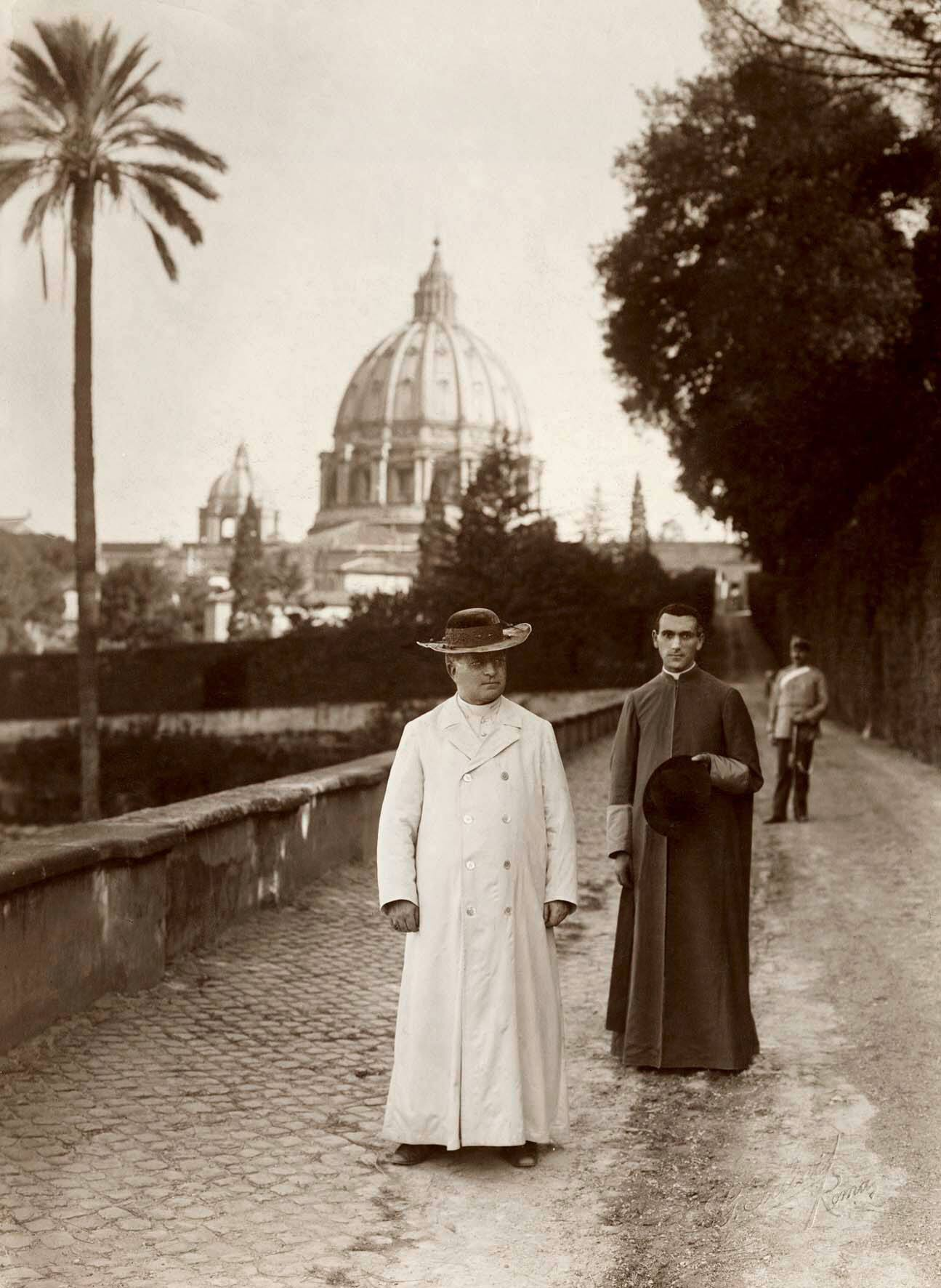
Mons. Carlo Confalonieri com Papa Pio XI

Em 1921, o novo arcebispo de Milão, cardeal Achille Ratti, contratou-o como secretário particular e manteve-o na mesma função mesmo quando foi eleito papa com o nome de Pio XI em 1922 e durante todo o tempo do seu pontificado.
Em 1935 foi nomeado cônego da Basílica de São Pedro no Vaticano. O Papa Pio XII confirmou-o com a qualificação anterior e posteriormente consagrou-o bispo na Capela Sistina em 4 de maio de 1941.
De 27 de março de 1941 a 22 de fevereiro de 1950 foi arcebispo de L'Aquila. No dia 5 de agosto de 1941, poucos meses depois de tomar posse da arquidiocese, subiu o Gran Sasso com um grande grupo de peregrinos; em memória dessa subida, foi-lhe dedicado um pico, até então sem nome, que foi denominado Picco Confalonieri em sua homenagem.
Durante a Segunda Guerra Mundial, trabalhou pessoalmente com o comando alemão estacionado na cidade para salvar vários prisioneiros e com a Santa Sé para obter dos Aliados que poupassem novos bombardeios à cidade de L'Aquila, já danificada pelo bombardeio de 8 dezembro de 1943. Entre 1943 e 1944 celebrou-se o quinto centenário da morte de São Bernardino de Siena e o 650º aniversário da coroação do Papa Celestino V para significar o "Bienário Sagrado de L'Aquila": o Santo Crucifixo, denominado de São João de Capistrano foi trazido “à cidade com rito de reparação e súplica” e, no domingo, 22 de abril de 1945, “em sinal de agradecimento com homenagem pública” pelo fim da guerra, à igreja do Convento de San Giuliano, onde na capela, dignamente decorada pelos frades franciscanos, o arcebispo consagrou o novo altar de mármore dedicado ao Santo Crucifixo.
Por seus numerosos méritos durante a ocupação alemã da cidade, recebeu o título honorário de Defensor Civitatis do município de L'Aquila.
Mandou construir também a Via Mariana, caminho de fé através de quinze edículas, que conduz ao Santuário de Nossa Senhora da Cruz do Roio, na encosta do Monte Luco.
O seu mandato terminou com a nomeação como secretário da Congregação para a Educação Católica (25 de janeiro de 1950) como arcebispo titular de Nicopoli al Nesto.
O Papa João XXIII elevou-o à categoria de cardeal no consistório de 15 de dezembro de 1958. Em 1959 recebeu o título de arcipreste da basílica de Santa Maria Maggiore seguido pelo seu cônego, mons. Ângelo Bresciani.
Em 1961 foi nomeado secretário da Sagrada Congregação Consistorial, tornando-se pró-prefeito em 1966.
Ele estava entre os cardeais presentes na Basílica de São Paulo Extramuros em 25 de janeiro de 1959, quando o Papa João XXIII, no final da cerimónia "numa sala do apartamento da abadia", anunciou a um pequeno número de presentes "a intenção inspirada e meditada de convocar o Sínodo diocesano romano, o Concílio Ecumênico para a Igreja universal, e de empreender a atualização do Código de Direito Canônico”.
Participou do Concílio Vaticano II, inaugurado em 11 de outubro de 1962 pelo Papa João XXIII. Foi nomeado membro da Pontifícia Comissão Preparatória Central em 4 de abril de 1961, presidente da subcomissão conciliar "De Schematibus Emendandis" e membro da comissão de coordenação durante o intervalo. Confalonieri participou do conclave que elegeu o Papa Paulo VI em 21 de junho de 1963. Em 25 de janeiro de 1964, com o motu proprio Sacram Liturgiam , o Papa estabeleceu a comissão litúrgica Consilium ad exsequendam Constitutionem de Sacra Liturgia em implementação da constituição apostólica Sacrosanctum Concilium e Confalonieri ele era membro, sendo o cardeal Giacomo Lercaro presidente.
No dia 22 de março de 1965 proferiu uma bela homilia por ocasião da festa de São Bento, cinco meses depois de Paulo VI ter consagrado o mosteiro de Montecassino, restaurado depois dos bombardeamentos que sofreu durante o último conflito.
No 25º aniversário da sua ordenação episcopal, em 22 de dezembro de 1966, Confalonieri publicou o livro "Decennio Aquilano" (1941-1950) "como homenagem de gratidão e saudação cordial", sinal do forte vínculo com a sua "esposa "como ele gostava de definir pelo próprio bispo. Muitos episódios caracterizaram a sua corajosa ação pastoral: “A obra de formação cristã e a integridade da disciplina litúrgica... obteriam êxitos plenamente dignos com o aumento do decoro e do prestígio das manifestações sagradas, se é que todo o clero, secular e regular, sem vãs desculpas e evasões condenáveis, ele seguiu e fez cumprir as decisões da autoridade....Se você quer obter, tem que educar...Vale pouco forçar. Tem que chegar na frente para puxar o carrinho.”
Quando Confalonieri se tornou pró-prefeito da Congregação Consistorial, apesar dos novos compromissos da cúria, as missões intensificaram-se com viagens ao exterior de considerável importância e grande ressonância. Em 18 de abril de 1961 foi a Einsiedeln, no centro da Suíça, à grande abadia beneditina, em cuja igreja está preservada a imagem da Madona Negra: o cardeal liderou uma peregrinação de mais de dez mil emigrantes italianos. De 30 de maio a 7 de junho de 1966, como legado de Paulo VI, foi ao México entregar, em nome do Papa, a rosa de ouro ao santuário mariano de Nossa Senhora de Guadalupe, padroeira do México e de toda a América Latina. Foi uma viagem triunfal, inaugurada por uma mensagem radiofônica do pontífice. Confalonieri, que sempre proferiu seus numerosos discursos em espanhol, também visitou Puebla de los Ángeles e Guadalajara, sendo recebido em todos os lugares com grande carinho. Em 19 de dezembro de 1966 partiu para a Nigéria, onde teve a missão de visitar uma comunidade italiana que trabalhava na construção de colossais barragens no Níger. Como Pró-prefeito da Congregação Consistorial, a quem foi confiada a assistência espiritual dos emigrantes de todas as nacionalidades, o cardeal abençoou a nova igreja na aldeia de Kainj dedicada a Santa Bárbara, consagrou o seu altar e administrou a Confirmação.
Em 15 de agosto de 1967, com a publicação da constituição apostólica de reforma da Cúria Romana Regimini Ecclesiae universae, a Sagrada Congregação Consistorial assumiu o nome de Sagrada Congregação para os Bispos e o Cardeal Carlo Confalonieri o cargo de prefeito.
Em implementação do decreto conciliar Christus Dominus artigo 44, a Sagrada Congregação para os Bispos emitiu o primeiro Diretório dos Bispos Ecclesiae imago em 22 de fevereiro de 1973, assinado pelo secretário Ernesto Civardi e pelo cartão de prefeito. Carlo Confalonieri, a quem o Papa Paulo VI expressou o seu apreço pessoal pelo precioso trabalho realizado com a carta Plurimas Tibi Gratias
No dia 25 de julho do mesmo ano, o Cardeal Confalonieri completou 80 anos. Em virtude do motu proprio Ingravescentem Aetatem' de Paulo VI, de 21 de novembro de 1970, os cardeais, ao completarem oitenta anos, além de cessarem cargos de responsabilidade e participação nos sagrados dicastérios, perderam o direito de entrar no conclave para a eleição de O Cardeal Confalonieri fez um gesto que teve grande ressonância: poucos meses antes de atingir a meta imposta pelo direito canônico, expressou diversas vezes a Paulo VI o desejo de oferecer espontaneamente a sua renúncia. Em 26 de fevereiro de 1973, a renúncia de Confalonieri foi anunciada oficialmente; uma avalanche de cartas de cardeais, conferências episcopais, bispos, sacerdotes e até leigos expressaram-lhe gratidão pelo seu gesto exemplar e nobre
Confalonieri renunciou às suas funções oficiais, mas não tinha intenção de se considerar aposentado. Nos primeiros dias de maio de 1973 foi a Pavia para a V semana agostiniana. Na Basílica de San Pietro in Ciel d'Oro, em cujo presbitério se encontra a arca com as relíquias de Santo Agostinho de Hipona, ele introduziu as obras com uma densa homilia, que "por desejo expresso de muitos sacerdotes e leigos" foi plenamente publicado na revista semanal de atualidade e cultura de Pavia.
No sétimo centenário da morte de São Tomás de Aquino, Paulo VI prestou homenagem ao Santo com uma visita aos lugares de Aquino em 14 de setembro de 1974. No dia 1º de setembro Confalonieri inaugurou o monumento de bronze de São Tomás de Angelo Biancini, na presença das autoridades e do senador Guido Gonella. Na homilia, o cardeal definiu a obra do Santo como “uma grande enciclopédia que resumia as ideologias e os sentimentos da época”. Com efeito, «junto às grandes catedrais góticas, São Tomás construiu um monumento de sabedoria que permitiu ao homem saltar para o infinito»

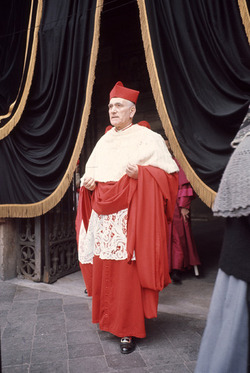
Cardeal Carlo Confalonieri

A partir de 1977 assumiu o título de decano do Sagrado Colégio e, nesta qualidade, presidiu ao funeral, na Praça de São Pedro, de dois pontífices: Paulo VI e João Paulo I, falecidos a muito curta distância um do outro em 1978.
Desde a sua nomeação cardeal até à sua morte, durante vinte e sete anos, Confalonieri realizou o serviço litúrgico na basílica de Santa Maria Maggiore, onde teve «a doce ilusão de se encontrar na antecâmara do Paraíso». As suas homilias, sempre bem preparadas e nunca improvisadas, foram seguidas assiduamente por muitos fiéis que foram especificamente ouvi-lo e assistir às suas impecáveis liturgias. Quando Paulo VI proclamou o Ano Santo que durou do Natal de 1974 ao Natal de 1975, no dia 14 de agosto, véspera da festa da Assunção de Maria, a imagem de Nossa Senhora foi trazida da Basílica de Santa Maria Maggiore para a Basílica de São Pedro. Confalonieri proferiu, naquele cenário único no mundo, uma das suas homilias mais comoventes e comoventes. Na primeira parte evocou as glórias milenares da Basílica de Santa Maria Maggiore, “o primeiro santuário mariano do Ocidente”... O cardeal recordou, entre outros acontecimentos, a proclamação de Maria “Mãe da Igreja”, proferida por Paulo VI num discurso proferido na sala do Concílio Ecuménico Vaticano II, em 21 de novembro de 1964.
No dia 13 de maio de 1981, Confalonieri assistia à audiência geral de João Paulo II na Praça de São Pedro, a partir do terraço do seu apartamento, quando ouviu os tiros de revólver de Ali Ağca. “Naquele momento eu não estava olhando para o pontífice. Eu estava me movendo. Assim que percebi o que havia acontecido, fiquei atordoado. Um ataque ao Papa! Por que? Por quê? Corri imediatamente para o Vaticano para obter mais informações. Naquelas horas não havia muito medo pela vida do pontífice. Só depois de alguns dias soubemos que as feridas eram numerosas e que isso estava se tornando preocupante. Mas a impressão dominante foi o choque diante do gesto; violência contra o Papa! Depois de tantos séculos.” O cardeal ia todos os dias à Policlínica Gemelli para receber notícias e foi um dos primeiros a ver novamente o papa: “Ele estava muito calmo, com a mesma aparência de sempre. Talvez seu rosto parecesse um pouco menor, mas seus modos eram casuais e serenos. Acima de tudo, não demonstrou qualquer preocupação com a sua saúde". No ano seguinte, no aniversário do atentado, quando João Paulo II foi a Fátima agradecer a Nossa Senhora, quis consigo o querido cardeal reitor, que com tanta preocupação e preocupação ela o visitou durante sua hospitalização.
Frequentes foram os seus regressos à sua cidade natal para celebrar a Santa Missa na igreja dos Santos Gervaso e Protaso onde foi baptizado: as últimas vezes por ordem cronológica em 15 de Maio de 1983 como legado papal no Congresso Eucarístico Nacional realizado em Milão e em 4 de Novembro de 1984 ao lado do Papa João Paulo II em visita à arquidiocese de Milão por ocasião do quarto centenário da morte de São Carlos Borromeu, cujo nome tanto o Papa como o Cardeal ostentavam.
Ele morreu em Roma em 1º de agosto de 1986, aos 93 anos. Na segunda-feira, 4 de agosto, João Paulo II presidiu o funeral na Basílica de São Pedro, na presença de muitos bispos e arcebispos. Estiveram também presentes as delegações de Seveso, L'Aquila e Palestrina. As autoridades e a população de L'Aquila “quiseram ter o privilégio e a honra de acolher os restos mortais do seu inesquecível e inesquecível arcebispo”, para os colocar na basílica de Santa Maria in Collemaggio, junto ao túmulo de Celestino V, mas renderam-se ao desejo preciso do cardeal de serem enterrados no túmulo da família. No dia seguinte, uma missa foi celebrada pelo Cardeal Giovanni Colombo na lotada igreja prepositural de Seveso, testemunhando a viva memória gravada no coração da população de Seveso, que teve a sorte de ouvi-lo e conhecê-lo. O seu corpo repousa, por sua vontade expressa, no cemitério de Seveso, ao lado dos dos seus pais.
A arquidiocese de L'Aquila deu o seu nome ao arquivo e à biblioteca diocesana de L'Aquila.

## Conclaves
- Conclave de 1963 - participou da eleição do Papa Paulo VI
- Conclave de agosto de 1978 - participou como decano do Colégio dos Cardeais da eleição do Papa João Paulo I
- Conclave de outubro de 1978 - participou como decano do Colégio dos Cardeais da eleição do Papa João Paulo II